# Kelia Antoine
Kelia Antoine (ur. ?) – reprezentująca Saint Lucia lekkoatletka, tyczkarka.
Złota medalistka mistrzostw kraju.

## Rekordy życiowe
- Skok o tyczce – 2,10 (2010) rekord Saint Lucia[2]